# UY الترس
يو واي الترس (بالإنجليزية: UY Scuti)‏ هو نجم أحمر عملاق شديد اللمعان يوجد في كوكبة الترس. وهو واحد من أبرز المرشحين لكونه أكبر نجم معروف بالنسبة لنصف قطره. فإن متوسط نصف قطر يقدر ب 1708 نصف قطر الشمس، أو يبلغ قطره 2.4 مليار كيلومتر؛ أو 15.9 وحدة فلكية). وبالتالي يكبر حجمه 5 مليارات مرة أكبر من حجم الشمس. ويبعد حوالي (9500 سنة ضوئية) من الأرض. إذا وضعناه في مركز النظام الشمسي، فإن غلافة الضوئي سوف يبتلع مدار كوكب المشتري، بالرغم من أن نصف قطره لا يعرف على وجه اليقين - فربما يكون أكبر من مدار زحل.

## التسمية والتاريخ

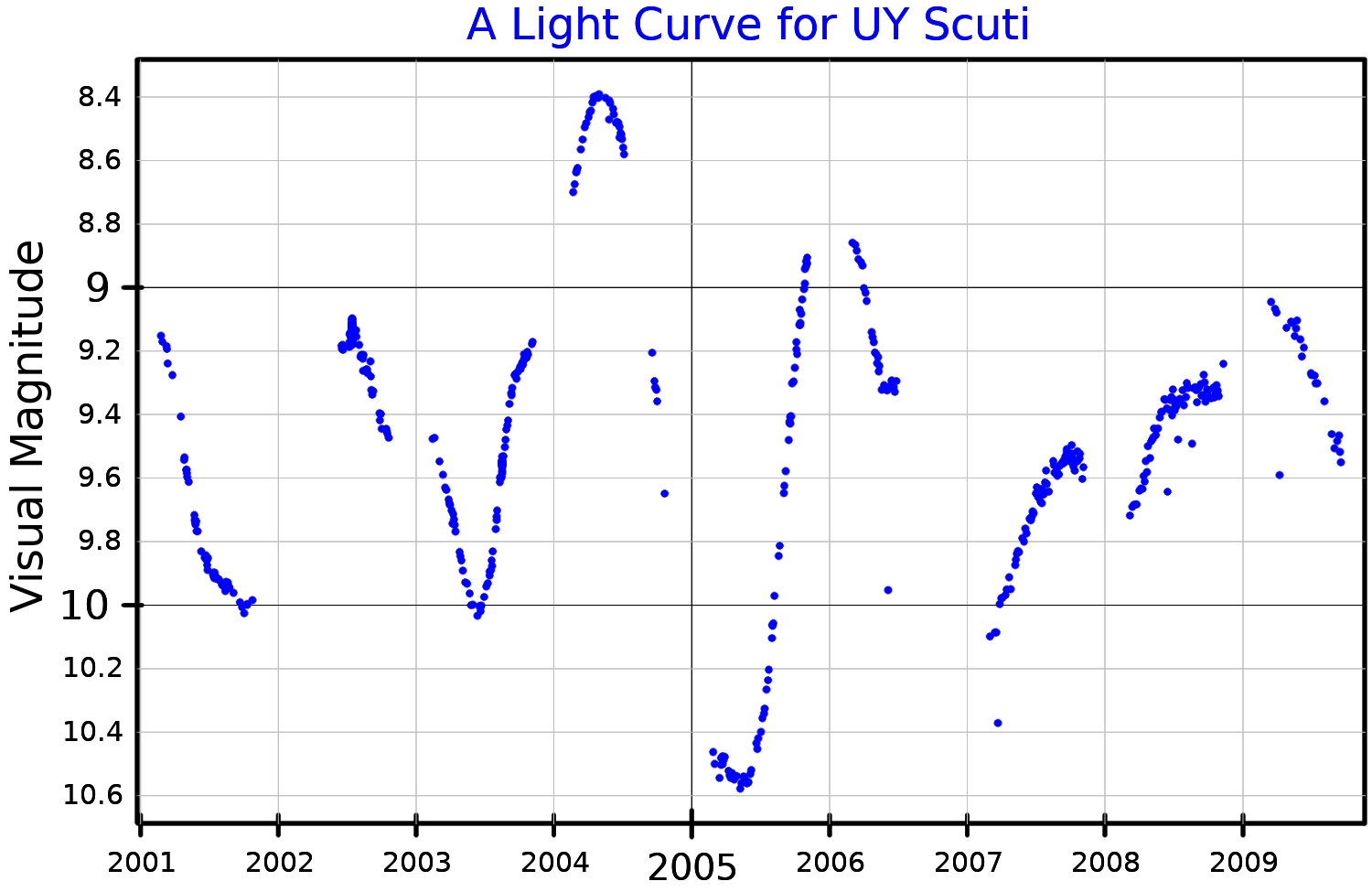
منحنى ضوئي بصري للنجم UY Scuti كما سجله المسح الفلكي ASAS (All Sky Automated Survey)، <اسم المرجع = ASASServer />

تم فهرسة UY Scuti لأول مرة في عام 1860 بواسطة علماء الفلك الألمان حول فريدريش فيلهلم في مرصد بون، الذين كانوا يكملون مسحًا للنجوم من أجل وضع «كتالوج بون للمسح الفلكي». . تم تعيينه النجم رقم 5,055 بين 12 درجة جنوباً و 13 درجة جنوباً بدءاً من الساعة 0 مطلع مستقيم يميني.
عند الاكتشاف في المسح الثاني، وجد أن النجم قد تغير قليلاً في السطوع، مما يشير إلى أنه كان نجم متغير جديد. وفقًا للمعيار الدولي تعيين النجوم المتغيرة، تم تسميته UY Scuti ، مما يشير إلى أنه النجم المتغير الثامن والثلاثين من كوكبة الترس.

## اقرأ أيضا
- قائمة أكبر النجوم
- NML الدجاجة
- VV الملتهب
- ستيفنسون 2-18